# 周邦新
周邦新（1935年12月—）是一位中国材料学家。江苏吴县人。

## 生平
1956年毕业于北京钢铁学院金相及热处理专业，1970年后在中国核动力研究设计院从事核燃料及材料领域的研究，1995年当选中国工程院能源与矿业工程学部院士，1998年调到上海大学工作，任研究员兼博士生导师。

## 头衔
- 中国核学会理事
- 中国核材料学会副理事长
- 中国材料研究学会理事
- 四川省电子显微镜学会理事长
- 上海市显微学学会理事长
- 国务院学位委员会第四届学科评议组成员
- 国家自然科学基金委员会工程与材料学部评委